# Assisi rosso
L'Assisi rosso è un vino DOC la cui produzione è consentita nella provincia di Perugia.

## Caratteristiche organolettiche
- colore: rosso rubino
- odore: vinoso, caratteristico, profumato
- sapore: asciutto, corposo, armonico, intenso e persistente

## Produzione
Provincia, stagione, volume in ettolitri
- nessun dato disponibile